# L'uomo senza paura
L'uomo senza paura (Man Without a Star) è un film del 1955 diretto da King Vidor.
È un film western con Kirk Douglas, basato sul romanzo di Dee Linford. Douglas interpreta un cowboy vagabondo trascinato in una guerra tra la proprietaria di un ranch e alcuni proprietari terrieri.  Il film ha avuto un remake nel 1968.

## Trama

Kirk Douglas in una scena

Dempsey Rae è un avventuriero solitario, che si sposta utilizzando abusivamente i treni. Durante un viaggio, incontra il giovane e sprovveduto Jeff Jimson, accusato ingiustamente di aver ucciso il frenatore e lo salva dall'impiccaggione.
Scesi in una cittadina, i due trovano lavoro come cowboy presso la tenuta del Triangolo, un fondo con 10.000 capi di bestiame di proprietà di un eccentrico ricco di città, che mai si è fatto vedere, e gestito da Strap Davies, uomo pratico e perbene, che cerca di avere buoni rapporti con i vicini.
Dempsey aiuta Jeff a diventare un vero cowboy: gli insegna quello che sa sulle mandrie; lo addestra a marchiare i capi, ad usare la pistola. Durante una marcia per il pascolo, i due passano per la proprietà di Tom Cassidy (Bill, nell'edizione italiana), che gentilmente li ospita a cena. La figlia di Tom, Tess, e Jeff si piacciono a prima vista. Ma quando Tom accenna all'uso del filo spinato, per recintare dei campi, Dempsey si irrita di colpo e se ne va. Un west fatto di appezzamenti recintati non fa per lui: già ha provato nel suo passato che il filo spinato significa chiusura, egoismo, conflitto, morte.
Rientrati al Triangolo, i due vengono a sapere che la tenuta è stata appena comprata da un nuovo padrone. Con gran sorpresa, però, apprendono che si tratta di una giovane donna: Reed Bowman, bella e determinata.
La signora ha un piano ambizioso: far crescere la mandria fino a 30.000 unità, far ingrassare i capi giovandosi di tutta l'erba disponibile nei dintorni (anche sfruttando le terre libere, utilizzate da tutti i farmer) e poi realizzare il guadagno, spostandosi altrove. Davies non ci sta e allora la donna ingaggia, come nuovo capoccia, Dempsey, che non nasconde la sua attrazione per lei.
500 nuovi capi di bestiame sono condotti al Triangolo da Steve Miles, un cowboy senza scrupoli che Dempsey conosce per i suoi trascorsi. L'avida Reed intende servirsene per contrastare la reazione dei rancher vicini, che non vogliono permetterle di usare le terre libere, la cui erba funge da riserva per tutti.
Vista l'atmosfera che si sta creando tra i coloni, Dempsey decide di andarsene. Passa a 'riscuotere' ciò che gli spetta da Reed (non i soldi...); e poi va al saloon a recuperare Jeff, per portarlo con sé. Dapprima non lo trova; ma poi questi entra nel saloon a fianco di Reed, spavaldo, fiero delle sue acquisite abilità di pistolero, al punto da uccidere un uomo. Dempsey, deluso dal ragazzo e più ancora sconvolto per aver 'creato un mostro', lo abbandona e se ne va.
Il giorno dopo, però, viene intercettato da Steve Miles e i suoi. Questi, che stanno andando a rimuovere il filo spinato posato dai rancher, per far pascolare liberamente i capi di Reed, lo malmenano e lo umiliano.
A questo punto, Dempsey passa dalla parte dei coloni (e del filo spinato!). Va da Cassidy e dagli altri e li aiuta a difendere e a stendere ulteriormente la linea di demarcazione delle terre libere. Lo raggiunge anche Jeff, rinsavito e ferito da Miles, per avvisarlo che il pistolero sta per arrivare per distruggere il filo spinato. La sua idea è di terrorizzare i capi di bestiame dei coloni, lanciando le mandrie impazzite contro il filo. Dempsey e i coloni, allora, si portano in fretta dove Miles sta operando, per contrastarne l'azione e deviare le mandrie lanciate contro gli sbarramenti.
Alla fine ci riescono. Nell'immancabile scazzottata finale tra Dempsey e Miles, quest'ultimo deve soccombere.
I coloni riconoscenti offrono a Dempsey un po' di terra e dei capi, e lo invitano a fermarsi. Ma questi decide di rimettersi in viaggio, riluttante ad accasarsi. Jeff lo vuole seguire, ma Dempsey lo dissuade, invitandolo a fermarsi lì, con la bella Tess. Salutati tutti, il nostro eroe se ne va da solo, sul cavallo.

## Produzione
Il film, diretto da King Vidor su una sceneggiatura di Borden Chase e D.D. Beauchamp con il soggetto di Dee Linford (autore del romanzo), fu prodotto da Aaron Rosenberg per la Universal International Pictures e girato a Thousand Oaks in California (nella Conejo Valley e nel Janss Conejo Ranch) dal giugno al luglio 1954.

## Distribuzione
Il film fu distribuito con il titolo Man Without a Star negli Stati Uniti dal 24 marzo 1955 al cinema dalla Universal Pictures.
Alcune delle uscite internazionali sono state:
- in Giappone il 10 aprile 1955
- in Danimarca il 20 maggio 1955 (Pigtråd)
- in Svezia il 3 ottobre 1955 (Mannen utan öde)
- in Francia il 19 ottobre 1955 (L'homme qui n'a pas d'étoile)
- in Belgio il 21 ottobre 1955
- in Germania Ovest il 25 novembre 1955 (Mit stahlharter Faust)
- in Austria nel febbraio del 1956 (Mit stahlharter Faust)
- in Portogallo il 26 aprile 1956 (Homem Sem Rumo)
- in Finlandia il 10 marzo 1967 (Mies ilman kohtaloa)
- in Spagna il 1º maggio 1969 (La pradera sin ley, in prima TV)
- in Francia il 31 dicembre 2003 (riedizione)
- in Francia il 17 agosto 2011 (riedizione),
- in Jugoslavia (Čovek bez zvezde)
- in Polonia (Czlowiek bez gwiazdy)
- in Venezuela (Hombre sin rumbo)
- in Brasile (Homem sem Rumo)
- in Ungheria (Kőkemény ököllel)
- in Italia (L'uomo senza paura)

## Promozione
Le tagline sono:
- "His home was his saddle… and his only friend… a six-gun!"  (La sua casa era la sella...e il suo solo amico...una sei colpi!)
- "A love-bargain is like barbed-wire… fight it and you'll get hurt!"  (Un affare d'amore è come il filo spinato...combattilo e ti farai male!)

## Critica
Secondo il Morandini il film è "un western semplice e conciso di plausibile ambientazione sociale con una sobria e colorita caratterizzazione dei personaggi". Il film mostra momenti di facile sadismo e sequenze umoristiche. Si segnala l'interpretazione di Douglas carica di una "violenta energia erotica".

## Remake
Nel 1968 ne è stato prodotto un remake, Quando l'alba si tinge di rosso (A Man Called Gannon), per la regia di James Goldstone.